# Szabolcs Schimmer
Dans le nom hongrois Schimmer Szabolcs, le nom de famille précède le prénom, mais cet article utilise l’ordre habituel en français Szabolcs Schimmer, où le prénom précède le nom.
Szabolcs Schimmer, né le 24 novembre 1984 à Szombathely, est un footballeur hongrois évoluant actuellement au poste d'arrière droit au Szombathelyi Haladás.

## Biographie
Szabolcs Schimmer joue quatre matchs en Ligue Europa avec l'équipe de Szombathelyi Haladás lors de la saison 2009-2010.

## Statistiques
| Club      | Saison | Division | Division | Coupe  | Coupe | Europe | Europe | Total  | Total |
| Club      | Saison | Matchs   | Buts     | Matchs | Buts  | Matchs | Buts   | Matchs | Buts  |
| --------- | ------ | -------- | -------- | ------ | ----- | ------ | ------ | ------ | ----- |
| Haladás   |        |          |          |        |       |        |        |        |       |
| 2003-2004 | 9      | 1        | 0        | 0      | 0     | 0      | 9      | 1      |       |
| 2004-2005 | 17     | 4        | 1        | 0      | 0     | 0      | 18     | 4      |       |
| 2005-2006 | 27     | 1        | 0        | 0      | 0     | 0      | 27     | 1      |       |
| 2006-2007 | 24     | 2        | 0        | 0      | 0     | 0      | 24     | 2      |       |
| 2007-2008 | 23     | 1        | 0        | 0      | 0     | 0      | 23     | 1      |       |
| 2008-2009 | 23     | 0        | 7        | 1      | 0     | 0      | 30     | 1      |       |
| 2009-2010 | 26     | 1        | 1        | 0      | 4     | 0      | 31     | 1      |       |
| 2010-2011 | 26     | 1        | 4        | 0      | 0     | 0      | 30     | 1      |       |
| 2011-2012 | 25     | 1        | 6        | 0      | 0     | 0      | 31     | 1      |       |
| 2012-2013 | 27     | 0        | 2        | 0      | 0     | 0      | 29     | 0      |       |
| 2013-2014 | 25     | 0        | 8        | 0      | 0     | 0      | 33     | 0      |       |
| 2014-2015 | 15     | 0        | 4        | 0      | 0     | 0      | 15     | 0      |       |
| Total     | 267    | 12       | 33       | 1      | 4     | 0      | 304    | 13     |       |

Matchs et buts actualisés le 29 novembre 2014.